# Severouralsk
Severouralsk (rusky Североура́льск) je město ve Sverdlovské oblasti v Ruské federaci. Při sčítání lidu v roce 2010 měl bezmála třicet tisíc obyvatel.

## Poloha a doprava
Severouralsk leží na východní straně Severního Uralu na řece Vagranu, pravém přítoku Sosvy v povodí Obu. Od Jekatěrinburgu, správního střediska oblasti, je vzdálen přibližně 450 kilometrů severně. Nejbližší města v okolí jsou Volčansk přibližně 32 kilometrů jižně a Ivděl přibližně 80 kilometrů severně.
Od roku 1935 vede ze Severouralsku železniční trať přes Krasnoturjinsk do Serova.

## Dějiny
Až do 17. století bydleli na území současného Severouralsku pouze Mansijci. V roce 1758 byly založeny na budoucím území města železárny Petropavlovskij zavod (Петропавловский Завод). Pracovat začal roku 1760 a od roku 1764 zpracovával převážně měď. V roce 1791 rodina majitelů závod prodala, ale tou dobou už jeho význam klesal vlivem prosperujících železáren v Bogoslovsku. V roce 1827 byl závod z důvodu nerentability uzavřen.
V 19. století se zdejší obyvatelstvo živilo rybařením, lovem a zlatokopectvím. Novým impulsem k rozvoji v oblasti se stal až průmyslový vzestup Serova.
V roce 1931 bylo v oblasti objeveno ložisko bauxitu. V roce 1934 byl založen Severouralský bauxitový důl (Северо-Уральский бокситовый рудник – Severo-Uralskij boksitovyj rudnik – SUBR). Protože se nové hornické sídlo nacházelo jen zhruba osm kilometrů severně od dříve založeného sídla Petropavlovskoje, byla 27. listopadu 1944 z rozhodnutí Nejvyššího sovětu Sovětského svazu obě sídla ze správního hlediska sloučena do jednoho a vzniklý celek povýšen na město s jménem Severouralsk.